# Broadchurch (seizoen 1)
Dit artikel vat het eerste seizoen van Broadchurch samen en lijst met hoofdrolspelers. Dit seizoen liep van 4 maart 2013 tot 22 april 2013 en bevatte acht afleveringen.

## Hoofdrolspelers

### Politie
- David Tennant - inspecteur Alec Hardy: Een ervaren inspecteur die pas in Broadchurch is gearriveerd met de verwachting hier zijn rust zal vinden. Hij ondervindt al snel dat hij moeite met de zaak heeft, dit in verband met zijn falend onderzoek Sandbrook.
- Olivia Colman - rechercheur Ellie Miller: Een rechercheur die in Broadchurch is opgegroeid, zij is getrouwd met Joe Miller en moeder van Tom en Fred. Zij heeft in het begin grote moeite met de moord op Danny, dit omdat Danny een zoon is van een goede vriendin en hij ook bevriend was met haar zoon Tom. Tevens is zij teleurgesteld dat de functie van inspecteur niet aan haar toegewezen werd maar aan Alec Hardy.
- Tracey Childs - superintendent Elaine Jenkinson: Hoofd van de politie in Broadchurch, zij stelde Alec Hardy aan, in plaats van Ellie Miller, na het falende onderzoek in Sandbrook.

### Familie Latimer
- Jodie Whittaker - Beth Latimer: moeder van de vermoorde Danny en vrouw van Mark, zij heeft grote moeite om de dood van haar zoon te verwerken wat haar huwelijk geen goed doet.
- Andrew Buchan - Mark Latimer: Vader van de vermoorde Danny en man van Beth, als werk is hij eigenaar van een loodgietersbedrijf. Hij wordt als snel als verdachte gezien voor de moord op Danny, helemaal als hij een verhouding blijkt te hebben gehad met Becca Fisher tijdens de moord.
- Charlotte Beaumont - Chloe Latimer: de vijftienjarige zus van Danny, zij is studente op een lokale middelbare school. Zij heeft grote moeite met de dood van haar jongere broer en zoekt haar heil bij een oudere jongen, dit zet haar relatie met haar ouders onder druk.
- Oskar McNamara - Danny Latimer: Zoon van Mark en Beth en broer van Chloe, hij wordt vermoord op het strand van Broadchurch gevonden. Later blijkt dat hij vele geheimen had en dat het leven in het gezin Latimer niet altijd rooskleurig was.
- Susan Brown - Liz Roper: de moeder van Beth Latimer die de familie bijstaat in hun rouwperiode.

### Familie Miller
- Olivia Colman - rechercheur Ellie Miller: zie beschrijving bij Politie.
- Matthew Gravelle - Joe Miller: man van Ellie en vader van Tom en Fred. Hij was in het verleden ambulancemedewerker en is nu huisman om voor de kinderen te zorgen.
- Adam Wilson - Tom Miller: de zoon van Ellie en Joe en was bevriend met Danny
- Tanya Franks - Lucy Stevens: zus van Ellie Miller en moeder van Oliver 'Olly' Stevens, zij is gokverslaafd en wil geld hebben van haar zus voor verdere informatie in de moordonderzoek van Danny.

### Lokale media
- Carolyn Pickles - Maggie Radcliffe: Hoofd van de lokale krant Broadchurch Echo, zij weet veel over de lokale bevolking.
- Jonathan Bailey - Oliver 'Olly' Stevens: journalist van de Broadchurch Echo en zoon van Lucy Stevens en neef van Ellie Miller. Hij wil koste wat kost de primeur hebben over de moordzaak, zodat hij kansen krijgt om bij een grote krant te kunnen gaan werken.
- Vicky McClure - Karen White: Een verslaggeefster van de nationale krant Daily Herald, zij is op de hoogte van het falen van de vorige moordzaak van inspecteur Alec Hardy en wil hem nu in de gaten houden.

### Dorpsbewoners
- Arthur Darvill - priester Paul Coates: Priester van de lokale Anglicaanse kerk, hij probeert de lokale bewoners bij te staan in deze moeilijke tijd.
- Pauline Quirke - Susan Wright: Zij is pas in Broadchurch komen wonen en leeft erg op zichzelf in een caravan vlak bij de vindplek van Danny.
- Joe Sims - Nigel "Nige" Carter: Beste vriend en werknemer van Mark Latimer. Als hij ondervraagd wordt voor de moord op Danny, wordt hij zeer agressief en wantrouwend.
- David Bradley - Jack Marshall: Eigenaar van de lokale krantenkiosk, Danny werkte ook voor hem als krantenbezorger. Jack draagt een duister verleden met zich mee en wanneer dit bekend wordt in het dorp, heeft hij grote moeite om zich te verdedigen.
- Jacob Anderson - Dean Thomas: Een lokale tiener van zeventien en de vriend van Chloe Latimer, omdat hij zeventien is en Chloe vijftien moeten zij hun relatie geheim houden.
- Simone McAullay - Becca Fisher: Eigenaresse van het lokale hotel en had een affaire met Mark Latimer ten tijde van de moord op Danny. In haar hotel verblijft inspecteur Alec Hardy tijdens zijn onderzoek naar de moord.
- Will Mellor - Steve Connelly: Een lokale telefoonreparateur die zichzelf ook een helderziende vindt. Als hij zich in het moordonderzoek mengt met wat hij "boodschappen van Danny" noemt, haalt hij de woede van de politie op zijn hals.

## Afleveringen
| Nr. | Aflevering | Titel        | Regisseur    | Schrijver(s)              | Selectie gastrollen                                                                                               | Uitzenddatum  |  |
| --- | ---------- | ------------ | ------------ | ------------------------- | --- | ------------- |  |
| 1 | 1          | aflevering 1 | James Strong | Chris Chibnall            | Steve Bennett - Bob Daniels Alec Nicholls - boer Farzana Dua Elahe - lerares                                      | 4 maart 2013  |  |
| Rechercheur Ellie Miller keert terug op haar werk na een vakantie in de veronderstelling dat zij gepromoveerd wordt tot inspecteur. Haar teleurstelling is groot dat Alec Hardy deze functie krijgt. Inspecteur Hardy komt van een plaats genaamd Sandbrook, waar hij zijn zaak heeft zien mislopen en wil nu een rustige werkomgeving creëren. Zijn eerste zaak in Broadchurch betreft een doorgeknipte prikkeldraad bij een weiland en gestolen brandstof uit een tractor. Dan wordt er een levensloos lichaam gevonden van een tiener op het strand en Alec en Ellie gaan ernaartoe. Zij ziet dan tot haar ontzetting dat het lichaam behoort aan Danny Latimer, een zoon van haar goede vriendin Beth en vriend van haar zoon Tom. Het forensisch onderzoek wijst uit dat het lichaam zo is neergelegd dat het op een zelfmoord lijkt. De patholoog ontdekt al snel dat Danny gewurgd is en dat hij daar neergelegd is. Nu wacht Ellie en Alec de zware taak om de ouders van Danny, Beth en Mark in te lichten over de dood van hun zoon. Olly Stevens, de lokale journalist en neef van Ellie, zet het nieuws over de dood van Danny op Twitter. Dit veroorzaakt spanningen tussen hem en de politie en de familie Latimer. Superintendent Elaine Jenkinson is bang dat Alec deze zaak niet aankan en biedt hem aan om hem te vervangen. Hij wijst dit aanbod af. Karen White, een journaliste van de Daily Harold, leest het twitterbericht en gaat naar Broadchurch om verslag te doen. Dit zonder medeweten van haar hoofdredacteur. Ellie gaat samen met Beth naar de vindplaats waar zij samen zeer emotioneel worden. Thuis vertelt Ellie aan haar man Joe en zoon Tom hoe moeilijk zij het deze zaak heeft. Tom gaat naar zijn slaapkamer en verwijdert daar alle correspondentie van zijn computer die hij gevoerd heeft met Danny. Als Ellie en Alec camerabeelden bekijken, zien zij beelden van Danny op de avond van de moord op zijn skateboard door de hoofdstraat. Ellie merkt dan op dat de mobiele telefoon en skateboard van Danny niet aangetroffen zijn bij zijn lichaam. Alec zit dan een persconferentie voor en vraagt aan de kijkers hulp bij het vinden van de dader van deze moord. |            |              |              |                           | |               |  |
| 2 | 2          | aflevering 2 | James Strong | Chris Chibnall            | Jack Ashton - Kevin Green Marcus Garvey - Pete Lawson Peter De Jersey - forensisch onderzoeker Brian Young        | 11 maart 2013 |  |
| Het onderzoek krijgt een onverwachte wending als Mark Latimer, de vader van Danny, als verdachte wordt gezien. Dit omdat hij geen alibi kan leveren voor zijn afwezigheid ten tijde van de moord op zijn zoon. Ellie en Alec vragen zich af wat hij probeert te verbergen. Ondertussen stort Beth emotioneel in elkaar terwijl zij aan het winkelen is. Priester Paul Coates vangt haar op en hoort dan van haar dat zij zwanger is. Priester Paul probeert ondertussen de gemoederen in het dorp te bedaren door een luisterend oor aan te bieden aan elk die dit wenst. Alec probeert Ellie ervan te overtuigen om niemand te vertrouwen in deze zaak, dit tot verbazing en boosheid van Ellie. Tijdens een huiszoeking in het huis van de familie Latimer wordt er een zakje met cocaïne in de slaapkamer van Chloe, de vijftienjarige zus van Danny, gevonden en in de slaapkamer van Danny vinden zij een geldbedrag van £ 500,-. Chloe wil een relatie verbergen die zij heeft met de oudere jongen Dean Thomas en vertelt de politie dat de cocaïne van Becca Fisher, eigenaresse van het plaatselijke hotel, is die hierin handelt. Becca wil niet dat haar hotellicentie ingetrokken wordt en vertelt de politie dat de cocaïne van Dean afkomt en dat hij een drugsdealer is. Chloe vraagt aan Dean om zijn drugshandel geheim te houden voor de politie. Telefoonreparateur Steve Connelly verrast Ellie en Alec met zijn mededeling dat hij informatie heeft over de moord op Danny, hij vertelt hen dat hij boodschappen krijgt van Danny zelf. Jack Marshall, de eigenaar van de plaatselijke krantenkiosk, vertelt aan Alec en Ellie dat hij een paar weken geleden Danny heeft zien ruziemaken met de postbode. De postbode ontkent dit echter. Het publiek ziet dat het vermiste skateboard in een kast staat van Susan Wright, zij woont in een caravan op het strand. |            |              |              |                           | |               |  |
| 3 | 3          | aflevering 3 | Euros Lyn    | Chris Chibnall            | Marcus Garvey - Pete Lawson Moray Hunter - dr. Martin Baxter Steve Bennett - Bob Daniels                          | 18 maart 2013 |  |
| Mark wordt nog steeds als een verdachte gezien, helemaal als er bloed gevonden wordt op zijn boot en zijn vingerafdrukken in een vakantiehuis vlak bij de vindplaats van Danny. Mark verklaart de vingerafdrukken door zijn aanwezigheid om een gesprongen waterleiding, maar de huisverzorgster Susan van het vakantiehuis ontkent dit. Nigel, werknemer van Mark, wil zijn baas helpen met het geven van een alibi, maar dit alibi wordt al snel ontkracht. Steve vertelt aan Beth dat hij een spirituele boodschap heeft gekregen van Danny. Hij vertelt haar dat Danny op een boot is vermoord door iemand dicht bij de familie. Alec ondervraagt Tom en hoort van Tom dat Danny geslagen werd door zijn vader Mark. Beth vraagt aan priester Paul of hij een herdenkingsdienst kan houden voor Danny. Becca bekent dan ineens aan de politie dat zij een verhouding had met Mark en dat hij bij haar was ten tijde van de moord. Mark wordt hierop vrijgelaten. Mark wil de verhouding geheim houden voor zijn vrouw Beth. Zij blijft hem hierdoor verdenken voor betrokkenheid bij de moord op hun zoon. Mark is hier zo teleurgesteld over, dat hij naar Becca rent, daar aangekomen eindigt hun samenzijn in een kus. Dit wordt gezien door Beth. Karen weet van het verleden van Alec tijdens zijn werk in Sandbrook en zijn falende moordzaak daar. Zij is bang dat Alec tijdens dit moordonderzoek weer zal falen. Die avond wordt ineens een brandende boot aangetroffen aan het strand. Het publiek komt meer te weten over de ziekte waaraan Alec lijdt. |            |              |              |                           | |               |  |
| 4 | 4          | aflevering 4 | Euros Lyn    | Chris Chibnall            | Simon Rouse - Len Danvers Sanchia McCormack - Nicky Smith Simon Ludders - Trevor Smith                            | 25 maart 2013 |  |
| Olly ontdekt het duistere verleden van de eigenaar van de krantenkiosk Jack. Voordat hij in Broadchurch kwam wonen, heeft hij in de gevangenis gezeten voor seks met een minderjarige. De politie houdt een openbare bijeenkomst om de loop van het onderzoek te bespreken. Steve confronteert Alec over de betrouwbaarheid van zijn geestelijke vermogen. Karen probeert de familie Latimer ervan te overtuigen om de media op te zoeken. Dit zou de zoektocht naar de dader kunnen helpen. Zij besluiten om dit te doen. Olly vertelt de politie over zijn ontdekkingen wat betreft het verleden van Jack. Dit zorgt ervoor dat Jack ook op de lijst van verdachten komt. Susan vertelt aan Nigel dat zij zijn biologische moeder is en dat zij daarom in Broadchurch is komen wonen. Hij eist van haar hem met rust te laten. Maggie Radcliffe, hoofdredacteur van de Broadchurch Echo, ontdekt dat Susan in werkelijkheid Elaine Jones heet. Als zij Susan hiermee confronteert, wordt zij door haar bedreigd. Alec en Ellie ondervragen Jack over zijn verleden. Zij merken al snel dat Jack hier niet meer over wil hebben en dat hij dit afgesloten heeft. Olly confronteert Jack met zijn ontdekking en vertelt Jack dat hij dit wil publiceren. Deze confrontatie wordt gezien door Nigel en vertelt dit aan Mark. Alec en Ellie ontdekken dat Steve in het verleden veroordeeld is. De familie Latimer besluiten hierdoor hem uit hun leven te sluiten. In hun onderzoek besluiten zij priester Paul aan een ondervraging te onderwerpen. Hij vertelt hen dat hij geen alibi heeft voor de nacht van de moord en vertelt ook dat Danny en Tom een grote interesse hadden in computers. Alec neemt de uitnodiging aan van Ellie om bij haar thuis een hapje te gaan eten. Na het etentje snelt hij naar zijn hotelkamer waar hij in de badkamer bewusteloos neervalt. Becca vindt hem daar en neemt hem mee naar het ziekenhuis. Alec ontkent dat er iets ergs aan de hand is en verlaat het ziekenhuis om het onderzoek te vervolgen. Het besluit van de familie Latimer om de media op te zoeken loopt volledig uit de hand. Een grote groep journalisten bestormen het dorp en zet het privéleven van de familie Latimer volledig op zijn kop. Jack zoekt de familie Latimer op met de mobiele telefoon van Danny die hij gevonden zou hebben, en verzekert hen dat hij niets met de moord te maken heeft. |            |              |              |                           | |               |  |
| 5 | 5          | aflevering 5 | Euros Lyn    | Chris Chibnall            | Simon Rouse - Len Danvers Marcus Garvey - Pete Lawson Simon Ludders - Trevor Smith                                | 1 april 2013  |  |
| Beth confronteert Mark en Becca over hun verhouding. Zij is boos op hen en wil dat zij hiermee stoppen. Karen suggereert aan Olly om een landelijk nieuwsartikel te schrijven over zijn ontdekking over het verleden van Jack. Later belanden Olly en Karen in haar hotelkamer waar zij seks hebben. Mark vertelt aan Alec en Ellie dat de mobiele telefoon, die Jack heeft gebracht, van zijn zoon Danny was. Ellie weet dat Danny ook nog een smartphone in zijn bezit had die nog steeds vermist wordt. Ellie krijgt bezoek van haar zus Lucy Stevens. Zij vraagt geld in ruil voor informatie over de moordenaar. Ellie geloofd niet dat zij nuttige informatie heeft en weigert haar geld te geven. Door de publicatie van het verleden van Jack wordt hij voortdurend lastiggevallen door de dorpsbewoners die hem schuldig vinden aan de moord op Danny. Door zijn wantrouwen weigert hij hiertegen de hulp van de politie. Dean vertelt hoe Jack hem en andere jongens geknuffeld en betast heeft bij de zeebrigade, de Broadchurch Echo neemt deze beschuldiging over en drukt deze af in de krant. Dit zorgt ervoor dat de dorpsbewoners hem steeds agressiever lastig gaan vallen. Susan raakt in contact met Tom, en Mark ontdekt de relatie tussen zijn dochter Chloe en Dean en confronteert haar hiermee. Nigel wil dat Susan het dorp verlaat en biedt haar geld aan om haar te laten vertrekken, zij weigert het geld aan te nemen. Wanneer Jack in het nauw wordt gedreven door de dorpsbewoners, onthult hij waarom hij in de gevangenis heeft gezeten. Hij had een affaire met een vijftienjarig meisje en dat hij na zijn gevangenschap met haar is getrouwd en dat zij samen een zoon kregen. De zoon stierf echter op zesjarige leeftijd door een auto-ongeluk dat veroorzaakt werd door zijn vrouw, vrij snel zijn zij toen gescheiden. Mark hoort dit allemaal aan en adviseert hem het dorp te verlaten voor zijn eigen veiligheid. Jack besluit niet weg te lopen voor de dreigingen. Later pleegt hij zelfmoord door van de rotsen te springen vlak bij de plek waar Danny werd gevonden. Olly doet bij de politie aangifte van diefstal van zijn boot. Mark en Beth proberen hun huwelijk te redden. |            |              |              |                           | |               |  |
| 6 | 6          | aflevering 6 | James Strong | Louise Fox Chris Chibnall | Bill Fellows - Laurie Sanchia McCormack - Nicky Smith Steve Bennett - Bob Daniels                                 | 8 april 2013  |  |
| Wanneer de resultaten uitblijven in het moordonderzoek, besluit superintendent Elaine het onderzoeksteam te verkleinen. Op de begrafenis van Jack beschuldigt priester Paul de dorpsbewoners van het tot zelfmoord drijven van een onschuldige man. Op de bijeenkomst na de begrafenis ziet Alec dat priester Paul regelmatig aan de kinderen zit. Alec ontdekt dan dat priester Paul een ex-alcoholist is en hoort dat in de uitgebrande boot haar en vingerafdrukken van Danny zijn gevonden en ook sporen van zijn skateboard. Olly overlegt een lijst aan Alec en Ellie van wie zijn boot in het verleden hebben gebruikt. Alec confronteert priester Paul met zijn alcoholisme verleden en een oude aanklacht tegen hem over misbruik van een kind. Chloe hoort van Tom dat hij en Danny niet zo goed bevriend waren als iedereen dacht. Zij gaat voor het eerst weer terug naar school na de moord op haar broer. Zij kan dit toch nog niet aan en verlaat de school weer snel. In plaats van naar huis te gaan, zoekt zij haar vriend Dean op. Beth en Mark weten niet dat Chloe naar Dean is gegaan en gaan wanhopig op zoek naar haar. Uiteindelijk vinden zij haar bij Dean en wordt hun relatie meteen openbaar voor hen. Beth heeft ook een ontmoeting met Cate, de moeder van een van de vermoorde kinderen in Sandbrook. Priester Paul geeft zijn DNA af aan de politie, om zo zijn onschuld te bewijzen. Tevens beschuldigt hij Alec om zijn wantrouwen naar de mensen. Beth vraagt Karen of zij een ontmoeting kan regelen met haar en de ouders van de moordzaak uit Sandbrook, dit om haar te helpen met haar rouwperiode. De redactie van de Broadchurch Echo ontdekt de waarheid over Susan. Ondertussen geeft Susan de skateboard van Danny aan Tom. Ellie ontdekt dit en zorgt ervoor dat zij samen met Alec Susan arresteren voor de moord op Danny. Tijdens de arrestatie van Susan steelt Nigel de hond van Susan en neemt hem mee naar zijn huis. Priester Paul betrapt Tom als hij zijn computer aan het vernielen is en vraagt hem wat hij aan het doen is. In het vakantiehuis aan het strand wordt ingebroken. Ellie en Alec zien de inbreker vluchten en zetten de achtervolging in. Tijdens de achtervolging zakt Alec ineens in elkaar door een hartaanval. Hierdoor lukt het de inbreker te ontkomen. |            |              |              |                           | |               |  |
| 7 | 7          | aflevering 7 | James Strong | Chris Chibnall            | Peter De Jersey - forensisch onderzoeker Brian Young Nadia Williams - verpleegster                                | 15 april 2013 |  |
| Ondanks dat het zijn leven kan kosten, weigert Alec in het ziekenhuis te blijven en wil het onderzoek voortzetten. Door sigarettenpeuken, die gevonden zijn op de plek waar Danny is gevonden, denken zij dat Susan daar is geweest en verdenken haar van de moord. Susan bekent dat zij daar is geweest toen zij daar Danny op het strand vond en besluit haar levensverhaal aan Ellie te vertellen. Susan verklaart ook dat zij in de nacht van de moord Nigel heeft gezien, toen hij met een boot op het strand aankwam en Danny samen met zijn skateboard daar heeft neergelegd. Nigel wordt dan gearresteerd in zijn woning waar ook de hond van Susan wordt gevonden. Susan verklaart verder dat Nigel haar biologische zoon is en dat zij gelooft dat hij een moordenaar is, net zoals zijn gewelddadige vader. Nigel verklaart echter dat hij de bewuste nacht op jacht was met een paar vrienden. Hij bekent wel dat hij toen brandstof heeft gestolen uit een weiland (zie aflevering 1). De politie besluit dan om zowel Susan als Nigel vrij te laten. Hoofdredactrice Maggie ontdekt dat Alec een hartprobleem heeft. Zij en Olly chanteren Alec hiermee om hem te laten beloven dat zij als eerste zullen horen als er een verdachte wordt gearresteerd. Alec zoekt in zijn wanhoop Steve op om zo de zaak proberen voort te helpen. Beth en Mark besluiten om priester Paul te vragen voor hulp om hun huwelijk te redden. Tevens hebben zij nog niet besloten of zij hun baby willen houden. Alec ontdekt dat de smartphone van Danny is gebruikt toen de melding binnenkwam van de inbraak in het vakantiehuis. Priester Paul vertelt aan Alec dat de vriendschap tussen Tom en Danny niet zo hecht was als iedereen dacht. Hij geeft Alec ook de kapotgeslagen computer van Tom die hij van Tom heeft afgenomen. Alec heeft dan een ontmoeting met Maggie en Olly. Hij bekent hen dat zijn ex-vrouw verantwoordelijk was voor het stuklopen van de moordzaak in Sandbrook. Alec vertelt hen dan dat hij de schuld toen op zich nam om zo hun dochter in bescherming te nemen. Het lukt Nigel om aan de aandacht van de politie te ontsnappen die hem schaduwde en zoekt dan Susan op. Zij verlaat hierna Broadchurch. Tijdens een etentje van de familie Latimer en Dean vertelt Dean ineens dat hij samen met Danny en Nigel op dierenjacht is geweest, dit tot schok van de familie. Verder onderzoek in het vakantiehuis wijst uit dat de inbreker schoenmaat 10 heeft. Alec vraagt aan Ellie of zij iets weet over de ruzie tussen haar zoon Tom en Danny. Alec krijgt ondertussen de gegevens van de computer van Tom. |            |              |              |                           | |               |  |
| 8 | 8          | aflevering 8 | James Strong | Chris Chibnall            | Peter De Jersey - forensisch onderzoeker Brian Young Simon Ludders - Trevor Smith Sanchia McCormack - Nicky Smith | 22 april 2013 |  |
| De familie Miller zijn druk op zoek naar de vermiste computer van Tom, niet wetende dat deze in bezit is van Alec. Ellie besluit haar zus Lucy £ 1000 te betalen voor haar informatie. Zij vertelt haar dat zij iemand in de nacht van de moord een zak met kleren in een vuilnisbak zag gooien en dat diegene volgens haar Nigel was. Hierop besluit zij Nigel weer te arresteren als belangrijkste verdachte. Alec ondervraagt ondertussen Tom, in aanwezigheid van zijn vader Joe, over de gegevens die hij gevonden heeft op zijn computer. Dit betreft e-mails tussen hem, Danny en een onbekende persoon. Dan ontdekt Alec dat de smartphone van Danny weer aanstaat en het lukt hem te lokaliseren. Het stuurt hem naar het huis van de familie Miller, waar hij Joe vindt met de smartphone in zijn handen. Alec neemt Joe mee naar het politiebureau waar hij hem aan een ondervraging werpt. Dan bekent Joe dat hij de moordenaar is. Dit omdat Danny hem dreigde om hun intieme relatie openbaar te maken. In de nacht van de moord had Joe een ontmoeting met Danny in het vakantiehuis. Dit eindigde in een gevecht tussen hen waarin Joe hem wurgde. Verder verklaart Joe dat hij laatst in het vakantiehuis was en toen met de smartphone melding maakte van de inbraak, hopende dat Alec alleen zou komen. Hij wilde zich toen overgeven aan hem, maar toen hij zag dat zijn vrouw Ellie er ook bij was, raakte hij in paniek en vluchtte toen weg. Alec licht dan Ellie in over de bekentenis van Joe. Zij is zo woedend op haar man, dat zij op hem inslaat. Ellie besluit dan dat zij niet meer in hun huis wil wonen en neemt haar kinderen mee naar het hotel. Alec licht de pers en de familie Latimer in over de arrestatie en bekentenis van Joe. Mark wil verhaal halen bij Joe en zoekt hem op in de gevangenis. Door de celdeur laat hij Joe weten dat hij woedend op hem is. Beth is woedend op Ellie omdat zij niet kan geloven dat zij niets aan haar man heeft gemerkt en dat zij hem heeft willen beschermen. Uiteindelijk kan de familie Latimer hun zoon en broer begraven, als afsluiting van deze emotionele periode worden er vuren ontstoken aan het strand. |            |              |              |                           | |               |  |